# 社会福祉大学院
社会福祉大学院（しゃかいふくしだいがくいん）とは、社会福祉学/ソーシャルワークの研究及び高度で専門的なソーシャルワーカーを養成するための大学院である。

## 概要
社会福祉大学院には、修士課程・博士課程による社会福祉学、ソーシャルワーク研究活動を中心とした研究大学院と、高度なソーシャルワーカー専門職を養成することを目的とした専門職大学院の2つの種類がある。社会福祉学・ソーシャルワークそのものが実践科学であり、研究活動を中心とした大学院でも高度なソーシャルワーク専門職養成をも目的とした教育が行われている。しかし、研究指向であるか、教育指向であるのかによって、日本のそれぞれの大学院の性格は大きく異なっている。ソーシャルワーク教育の中心であるアメリカにおいては、ソーシャルワーク専門職養成は修士課程で行われており、研究活動は博士課程で行うが、修士課程から研究指向が強い日本の社会福祉大学院は性格が大きく異なっている。
日本では、戦前から社会福祉学関連の学部・大学院は私立大学のみに設置され、国立大学には長らく設置されてこなかった。そのため、社会福祉学の大学院は私立大学、とくに仏教とキリスト教を基盤とする大学を中心に発展し、東北福祉大学や明治学院大学、同志社大学、龍谷大学、東洋哲学から発した東洋大学などが伝統校として知られている。
戦後、厚生省により学校法人日本社会事業大学が設立され、社会福祉教育・研究の中核大学として位置づけられた。厚生省により設立されたという経緯から、現在でも社会福祉関係者により社会福祉政策研究の核として認識されており、社会福祉政策（ソーシャルポリシー）研究を担う多くの研究者を輩出している。
このような社会福祉政策における日本社会事業大学の位置づけとは対照的に、社会福祉学のもう一つの核であるソーシャルワーク研究領域においては、明治学院大学や同志社大学が伝統的に中核的なポジションを形成しており、それぞれ日本で最初に社会福祉大学院を設置した伝統校（日本最初の社会福祉学の修士課程を開設したのは同志社大学であり、博士課程は明治学院大学である）の位置づけを反映している。また、精神保健福祉分野においては大正大学が知られている。
2002年4月、国立大学として初めて大分大学に、福祉に焦点をあてた大学院福祉社会科学研究科が設置された。
社会福祉大学院で授与される学位は、修士 (社会福祉学) (en:Master of Social Work) ・博士 (社会福祉学) (en:Doctor of Social Work) が一般的であるが、近年では学位名称も多様化してきており、例えば立教大学では修士 (コミュニティ福祉学)が、東洋大学では修士 (ソーシャルワーク) ・博士 (ソーシャルワーク) が授与されている。
現在、専門職大学院は日本社会事業大学のみが設置し、福祉マネジメント修士（専門職） の専門職学位を授与している。
従来、社会福祉大学院は数少なく、主に伝統校と呼ばれるいくつかの大学院によって社会福祉学の研究・教育が担われてきたが、高齢社会による社会福祉人材の需要の高まりと少子化による大学間競争により、近年は開設から10年未満という新しい社会福祉大学院が急増している。
なお、国家資格である社会福祉士や精神保健福祉士の受験資格と社会福祉大学院は無関係であり、社会福祉大学院を修了しても受験資格を得ることはできない。

## 主な社会福祉大学院

### 専門職大学院
- 日本社会事業大学大学院 福祉マネジメント研究科 福祉マネジメント専攻(専門職学位課程)

### 北海道
私立
- 北海道医療大学大学院 看護福祉学研究科 臨床福祉学専攻(修士課程・博士課程)
- 北星学園大学大学院 社会福祉学研究科 社会福祉学専攻(修士課程・博士課程)
- 北翔大学大学院 人間福祉学研究科 人間福祉学専攻(修士課程)

### 東北・北陸地方
公立
- 岩手県立大学大学院 社会福祉学研究科 社会福祉学専攻(修士課程・博士課程)
- 福井県立大学大学院 看護福祉学研究科 社会福祉学専攻(修士課程)

私立
- 弘前学院大学大学院 社会福祉学研究科 社会福祉学専攻(修士課程)
- 東北福祉大学大学院 総合福祉学研究科 社会福祉学専攻(修士課程・博士課程)
- 東北文化学園大学大学院 健康社会システム研究科 健康福祉専攻(修士課程・博士課程)
- 新潟医療福祉大学大学院 医療福祉学研究科 社会福祉学専攻(修士課程)

### 関東地方
公立
- 埼玉県立大学大学院 保健医療福祉学研究科 保健医療福祉学専攻 健康福祉科学専修(修士課程)
- 東京都立大学大学院 人文科学研究科 社会行動学専攻 社会福祉分野(修士課程・博士課程)
- 神奈川県立保健福祉大学大学院 保健福祉学研究科 保健福祉学専攻(修士課程)

私立
- 日本社会事業大学大学院 社会福祉学研究科 社会福祉学専攻(修士課程・博士課程)
- 国際医療福祉大学大学院 医療福祉学研究科 医療福祉経営専攻(修士課程)
- 群馬医療福祉大学大学院 社会福祉学研究科 社会福祉経営専攻(修士課程)
- 高崎健康福祉大学大学院 健康福祉学研究科 保健福祉学専攻(修士課程・博士課程)
- 聖学院大学大学院 心理福祉学研究科 心理福祉学専攻(修士課程)
- 城西国際大学大学院 福祉総合学研究科 福祉社会専攻(修士課程)
- 淑徳大学大学院 総合福祉研究科 社会福祉学専攻(修士課程・博士課程)
- 大正大学大学院 人間学研究科 社会福祉学専攻(修士課程・博士課程)
- 東洋大学大学院 福祉社会デザイン研究科 社会福祉学専攻(修士課程・博士課程)
- 立教大学大学院 コミュニティ福祉学研究科 コミュニティ福祉学専攻(修士課程・博士課程)
- 明治学院大学大学院 社会学研究科 社会福祉学専攻(修士課程・博士課程)
- 立正大学大学院 社会福祉学研究科 社会福祉学専攻(修士課程・博士課程)
- 目白大学大学院 生涯福祉研究科 生涯福祉専攻(修士課程)
- ルーテル学院大学大学院 総合人間学研究科 社会福祉学専攻(修士課程・博士課程)
- 日本女子大学大学院 社会福祉学研究科 社会福祉学専攻(修士課程・博士課程)
- 上智大学大学院 総合人間科学研究科 社会福祉学専攻(修士課程・博士課程)
- 法政大学大学院 人間社会研究科 福祉社会専攻(修士課程)／人間福祉専攻(博士課程)
- 東京福祉大学大学院 社会福祉学研究科 社会福祉学専攻(修士課程・博士課程)
- 昭和女子大学大学院 生活機構研究科 福祉社会研究専攻(修士課程)
- 駒澤大学大学院 人文科学研究科 社会学専攻(修士課程・博士課程)
- 武蔵野大学大学院 人間社会研究科 実践福祉学専攻(修士課程)
- 東海大学大学院 健康科学研究科 保健福祉学専攻(修士課程)

### 中部地方
私立
- 日本福祉大学大学院 社会福祉学研究科 社会福祉学専攻(修士課程)／福祉社会開発研究科 社会福祉学専攻(博士課程)
- 同朋大学大学院 人間福祉研究科 人間福祉専攻(修士課程)
- 鈴鹿医療科学大学大学院 医療科学研究科 医療科学専攻(修士課程・博士課程)
- 皇學館大学大学院 社会福祉学研究科 社会福祉学専攻(修士課程)
- 中部学院大学大学院 人間福祉学研究科 人間福祉学専攻(修士課程・博士課程)
- 聖隷クリストファー大学大学院 社会福祉学研究科 社会福祉学分野(修士課程・博士課程)

### 近畿地方
公立
- 大阪府立大学大学院 人間社会システム科学研究科 人間社会学専攻 社会福祉学分野(修士課程・博士課程)
- 大阪市立大学大学院 生活科学研究科 総合福祉・臨床心理科学講座(修士課程・博士課程)
- 京都府立大学大学院 公共政策学研究科 福祉社会学専攻(修士課程・博士課程)

私立
- 関西学院大学大学院 人間福祉研究科 人間福祉専攻(修士課程・博士課程)
- 同志社大学大学院 社会学研究科 社会福祉学専攻(修士課程・博士課程)
- 佛教大学大学院 社会福祉学研究科 社会福祉学専攻(修士課程・博士課程)
- 立命館大学大学院 社会学研究科 人間福祉研究領域(修士課程・博士課程)
- 龍谷大学大学院 社会学研究科 社会福祉学専攻(修士課程・博士課程)
- 関西福祉科学大学大学院 社会福祉学研究科 臨床福祉学専攻(修士課程・博士課程)
- 桃山学院大学大学院 社会学研究科 応用社会学専攻 社会福祉領域(修士課程・博士課程)
- 四天王寺大学大学院 人間社会学研究科 人間福祉学専攻(修士課程・博士課程)
- 花園大学大学院 社会福祉学研究科 社会福祉学専攻 社会福祉学領域(修士課程)

### 中国地方
公立
- 岡山県立大学大学院 保健福祉学研究科 保健福祉科学専攻(修士課程・博士課程)
- 県立広島大学大学院 総合学術研究科 保健福祉学専攻(修士課程)
- 山口県立大学大学院 健康福祉学研究科 健康福祉学専攻(修士課程・博士課程)

私立
- 川崎医療福祉大学大学院 医療福祉学研究科 医療福祉学専攻(修士課程・博士課程)・医療福祉マネジメント学研究科
- 吉備国際大学大学院 社会福祉学研究科 社会福祉学専攻(修士課程)
- 吉備国際大学・九州保健福祉大学大学院 連合社会福祉学研究科(博士課程)
- 広島国際大学大学院 医療・福祉科学研究科 医療福祉学専攻(修士課程)

### 四国地方
公立
- 高知県立大学大学院 生活学研究科 社会福祉学領域(修士課程)／大学院健康生活科学研究科(博士課程)

私立
- 四国学院大学大学院 社会福祉学研究科 社会福祉学専攻(修士課程)

### 九州・沖縄地方
国公立
- 大分大学大学院 福祉社会科学研究科 福祉社会科学専攻(修士課程)
- 福岡県立大学大学院 人間社会学研究科 社会福祉専攻(修士課程)

私立
- 久留米大学大学院 比較文化研究科 福祉・社会学系(修士課程・博士課程)
- 九州保健福祉大学大学院 社会福祉学研究科(修士課程)／連合社会福祉学研究科 社会福祉学専攻(博士課程)
- 長崎国際大学大学院 人間社会学研究科 社会福祉学専攻(修士課程)
- 熊本学園大学大学院 社会福祉研究科 社会福祉学専攻(修士課程・博士課程)
- 鹿児島国際大学大学院 福祉社会学研究科 社会福祉学専攻(修士課程・博士課程)
- 沖縄国際大学大学院 地域文化研究科 人間福祉専攻 社会福祉学領域(修士課程)